# Maniok
Maniok (Manihot esculenta) ist eine Pflanzenart aus der Gattung Manihot in der Familie der Wolfsmilchgewächse (Euphorbiaceae). Andere Namen für diese Nutzpflanze und ihr landwirtschaftliches Produkt (die geernteten Wurzelknollen) sind Mandi'o (Paraguay), Mandioca (Brasilien, Argentinien, Paraguay), Cassava, Kassave oder im spanischsprachigen Lateinamerika Yuca. Der Anbau der Pflanze ist wegen ihrer stärkehaltigen Wurzelknollen weit verbreitet. Die verarbeitete Stärke wird Tapioka genannt. Sie stammt ursprünglich aus Südamerika und wurde schon von den Ureinwohnern zur Ernährung verwendet. Mittlerweile wird sie weltweit in vielen Teilen der Tropen und Subtropen angebaut. Auch andere Arten aus der Gattung Manihot werden als Stärkelieferant verwendet.

## Beschreibung

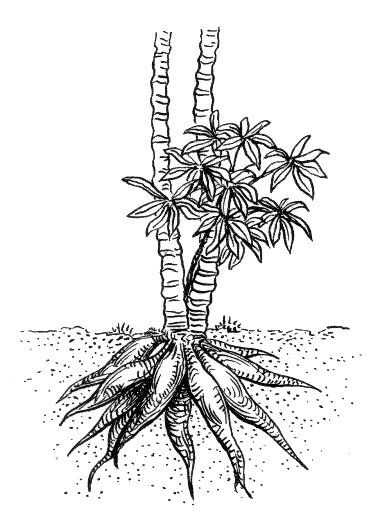
Die knolligen Wurzeln der Maniokpflanze, gezeichnet

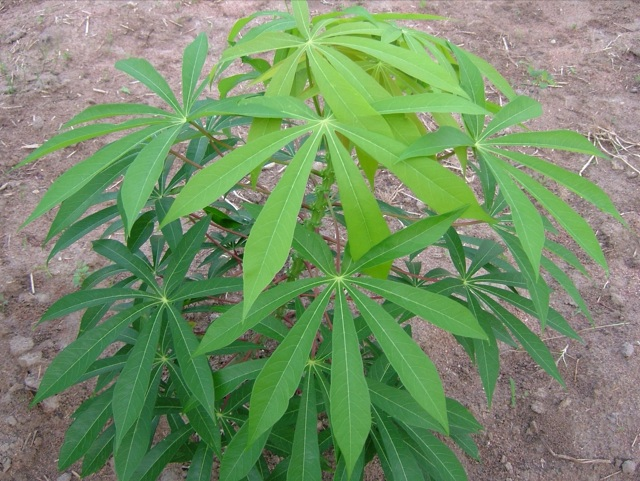
Kleine Maniokpflanze

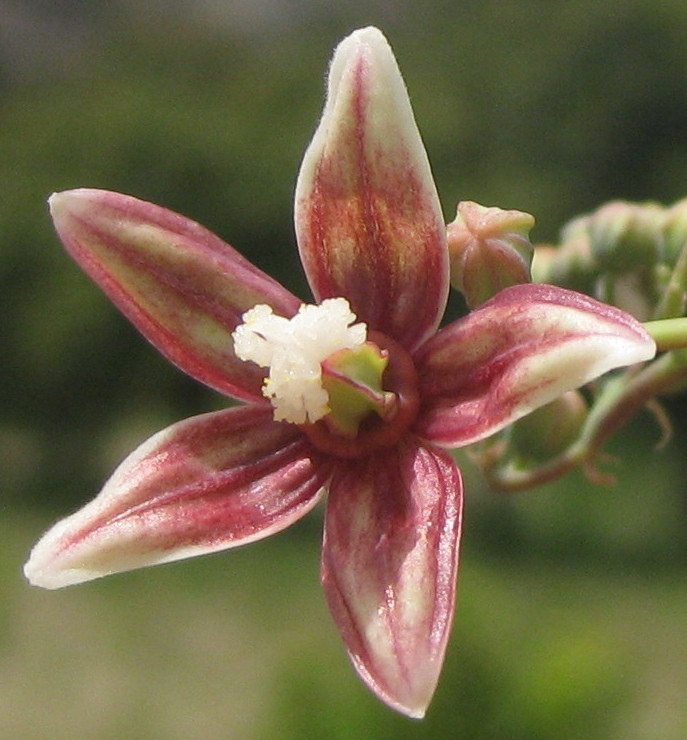
Weibliche Blüte

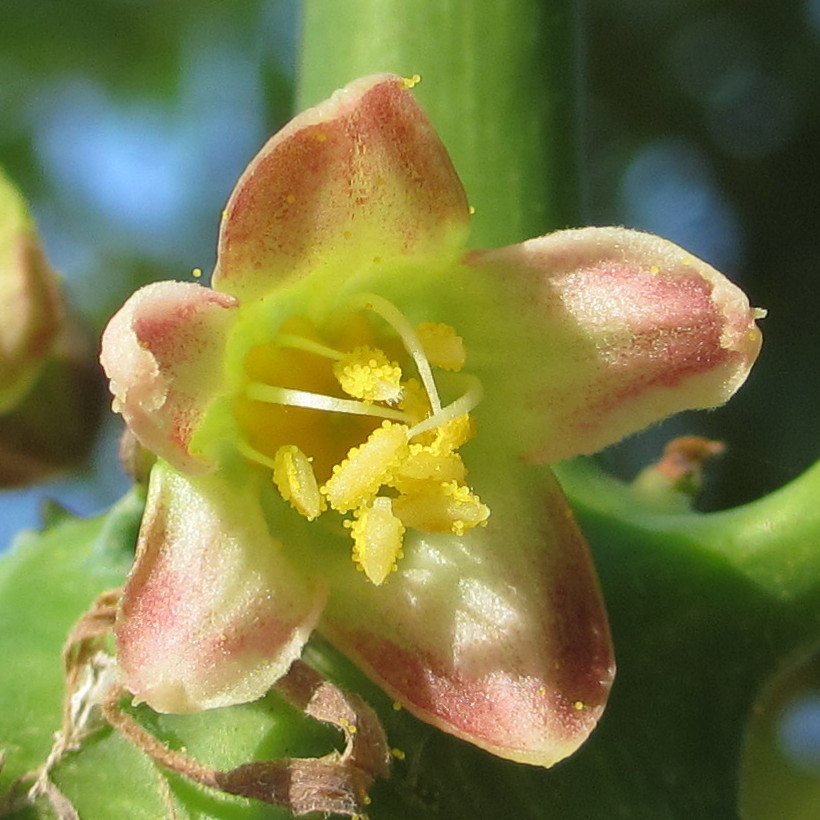
Männliche Blüte

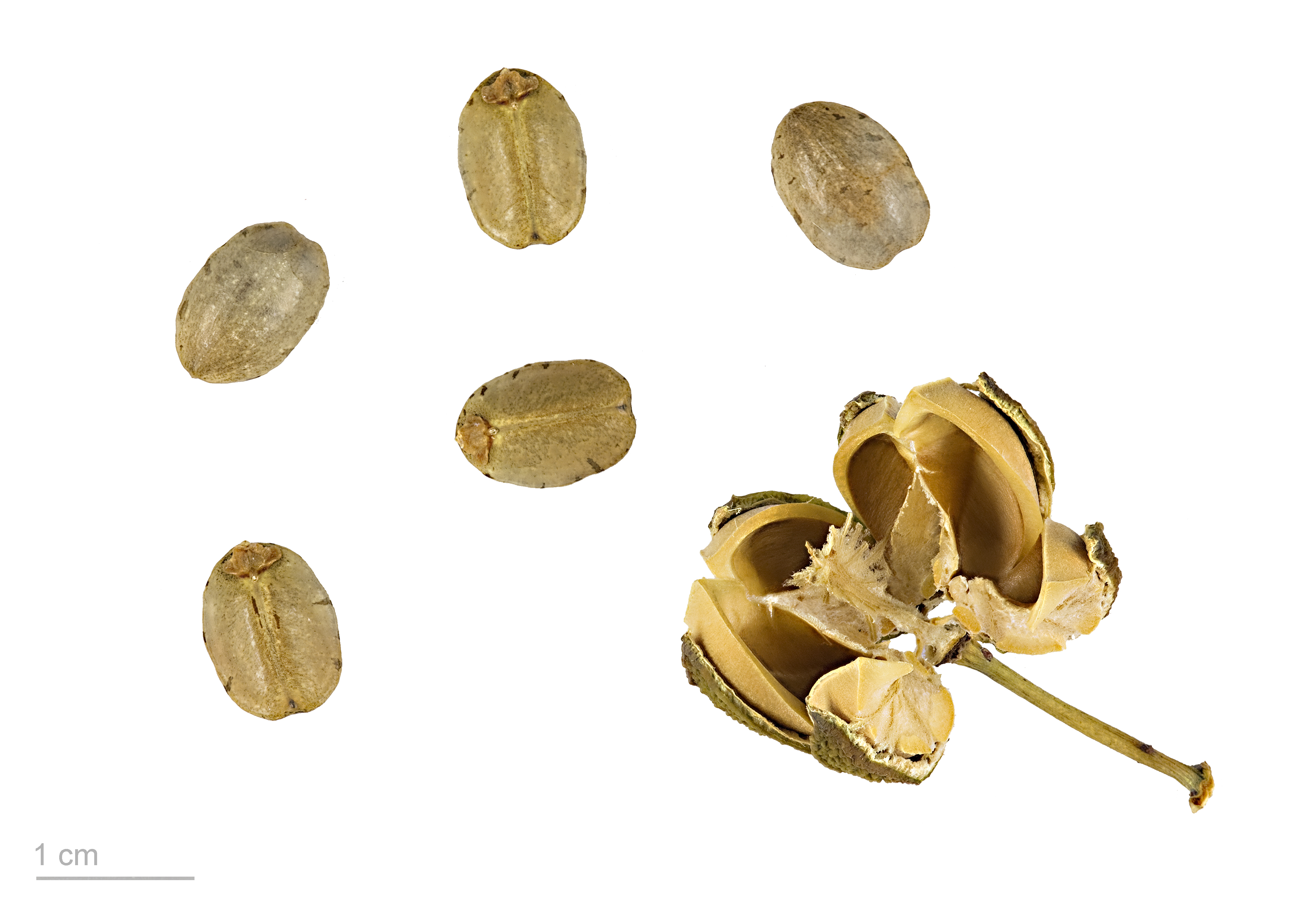
Manihot esculenta, Frucht und Samen

Maniokpflanzen sind halbimmergrüne Sträucher mit einer Wuchshöhe von 1,5 m bis 5 m. Alle Pflanzenteile führen Milchsaft. Sämlinge bilden zunächst eine Pfahlwurzel. Die faserigen Seitenwurzeln verdicken sich und bilden große, spindelförmige Wurzelknollen. Die Stängel zeigen je nach Sorte unterschiedliche Wachstumsmuster: mit starker Verzweigung von der Basis oder mit einem durchgehenden, wenig verzweigten Leittrieb. 
Die schraubigen und gestielten Laubblätter sind handförmig in drei bis neun Segmente geteilt, zerschnitten; jedes misst 8 bis 18 cm in der Länge und 1,5 bis 4 cm in der Breite. Die Blätter stehen, fast schildförmig, an 6 bis 35 cm langen Blattstielen. Am Grund des Blattstieles befinden sich zwei pfriemliche Nebenblätter. Diese werden 5 bis 7 mm lang, sie sind ganzrandig oder in wenige borstige Segmente geteilt. Die ganzrandigen Blattsegmente sind verkehrt-eiförmig, -eilanzettlich, manchmal leierförmig und zugespitzt oder bespitzt bis geschwänzt. Die Blätter werden bei Trockenperioden abgeworfen.
Die rispigen, 5 bis 8 cm großen und lockeren Blütenstände können endständig sein oder in den Blattachseln stehen. Es gibt männliche und weibliche Blüten, die beide auf einer Pflanze vorkommen (Monözie). Es sind mehr männliche Blüten vorhanden die in den Blütenständen oben stehen. Die kurz und dünn gestielten, kleineren männlichen Blüten bestehen aus fünf gelblichen bis weißlichen und rötlichen bis purpurnen Tepalen, die bis zur Hälfte ihrer Länge oder weniger miteinander verwachsen sind. Auf der Innenseite sind sie behaart. Die länger, kurvig und dicker gestielten weiblichen Blüten besitzen ebenfalls fünf miteinander wenig verwachsene Tepale, diese sind mit 1 cm Länge größer als die der männlichen Blüten. Der dreikammerige, rippige Fruchtknoten ist oberständig, die Griffel sind sehr kurz mit fleischigen und rüschigen Narben. In den männlichen Blüten kann ein Pistillode vorhanden sein. Es sind zehn Staubblätter in zwei Kreisen mit länglichen Antheren ausgebildet; die äußeren sind länger. Bei den weiblichen Blüten können Staminodien vorhanden sein. Die Blüten besitzen jeweils einen mehrlappigen und fleischigen, gelblich bis rötlichen Diskus, bei den männlichen ist er gelappt, bei den weiblichen wulstig.
Die grüne, eiförmig bis rundliche, septizid-lokulizide Kapselfrucht mit Diskusresten an der Basis, ist 1,5 bis 1,8 cm lang bei 1,0 bis 1,5 cm Breite. Sie weist sechs längs verlaufende Rippen auf und enthält drei glatte, abgeflacht, leicht dreieckige, etwa 1 cm große, dunkelbraune, grau gesprenkelte Samen. An frischen Samen haftet noch die Caruncula an.
Die Chromosomenzahl beträgt 2n = 36, seltener 30 oder 54.

## Ökologie
Die weiblichen Blüten reifen vor den männlichen (Protogynie), so dass eine Selbstbestäubung vermieden wird. Bei künstlich herbeigeführter Selbstbestäubung kommt es zu Inzuchtdepression. Die Blüten enthalten Nektar, der Insekten als Bestäuber anlockt. Die Früchte platzen bei der Reife auf und schleudern die Samen heraus.
Maniokpflanzen bevorzugen sandige oder sandig-lehmige Böden. Das Wachstum ist auf leicht saurem Substrat am besten, es wird jedoch ein weiter Bereich von pH-Wert 4 bis 8 toleriert. Maniok kommt gut mit typischen tropischen Böden zurecht, die einen hohen Gehalt an Aluminium und Mangan und wenig verfügbare Nährstoffe aufweisen. Trockenzeiten überstehen sie gut, indem sie das Laub abwerfen, nach dem Einsetzen von Regenfällen treiben sie schnell wieder aus. Maniok verlangt einen sonnigen Standort, Temperaturen unter 10 °C werden nicht vertragen.

## Verbreitung

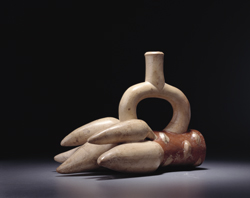
Darstellung von Yuca in der Moche-Kultur, um 100 n. Chr., Larco-Museum

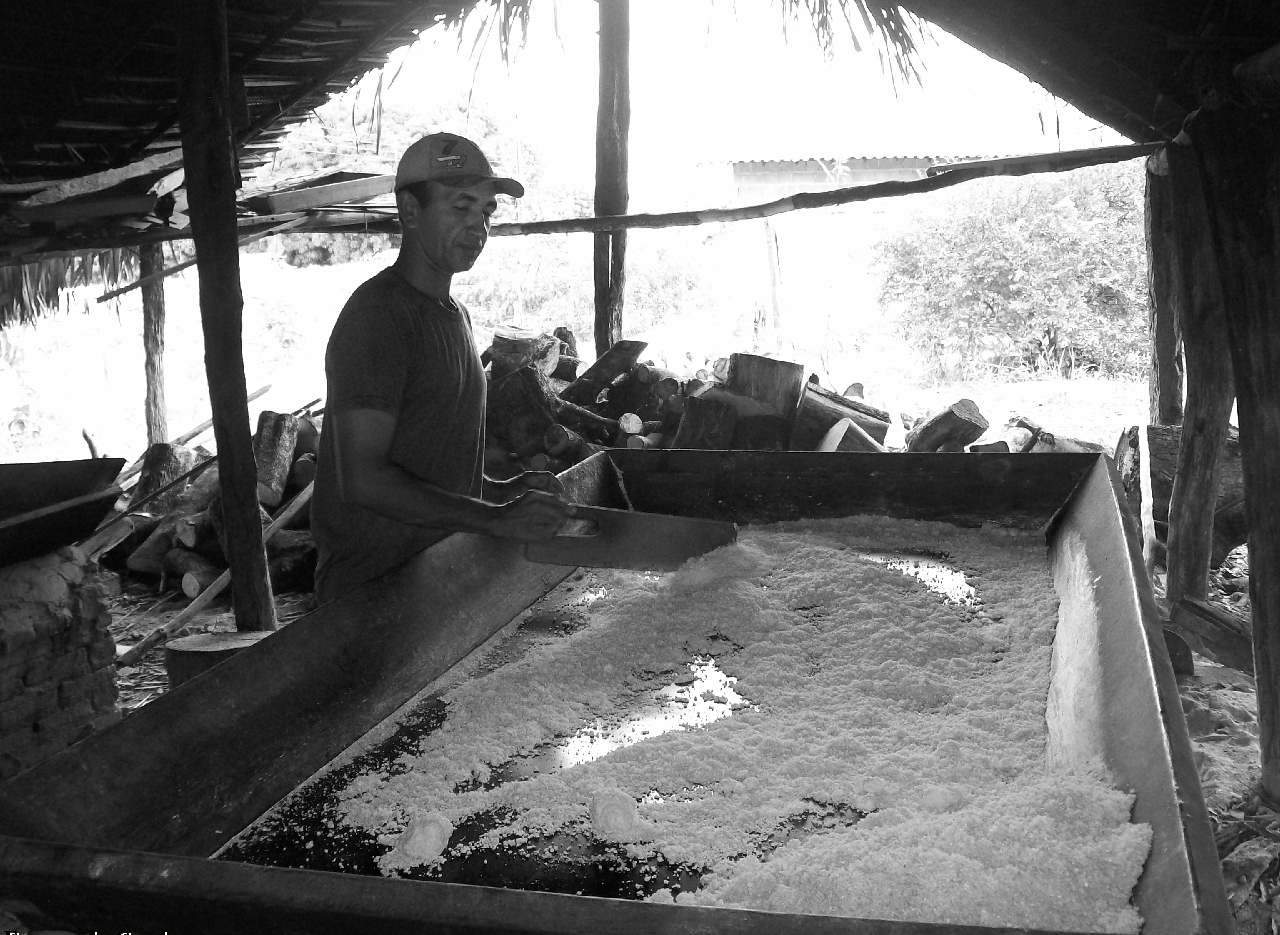
Traditionelle Herstellung von Maniokmehl in Tocantins, Brasilien

Maniok ist nur aus Kultur bekannt, er ist wahrscheinlich als allotetraploide Pflanze aus südamerikanischen Manihot-Arten entstanden. Die Herkunft der Maniokpflanze ist nicht genau geklärt, sowohl Süd- als auch Mittelamerika kommen als Herkunftsort in Frage. Die ältesten archäologischen Funde von Manioküberresten wurden in Mexiko gemacht, ihr Alter wird auf 2800 Jahre geschätzt. Als weitere Ursprungsorte kommen Goiás, das Hinterland Bahias oder die Amazonasregion in Frage. Es ist auch denkbar, dass der Maniok in Mittel- und Südamerika unabhängig voneinander domestiziert wurde. In der Moxos-Ebene wurde bereits vor über 10.000 Jahren Maniok angebaut.
Fest steht, dass der Maniok von Südamerika aus in die Karibik kam. Die Kariben und Arawak kannten Maniok bereits, als sie die karibischen Inseln von Süden her besiedelten, und sie hatten bereits bei ihrer Migration auch das Wissen über Vermehrung, Anbau und Verarbeitung der Pflanzen.
Die älteste europäische Beschreibung von Maniok stammt aus dem Jahre 1494. Die Spanier stießen in der Karibik und die Portugiesen im heutigen Brasilien auf die Pflanze, man berichtete von Brot aus giftigen Wurzeln. In den mittel- und südamerikanischen Kolonialgesellschaften erlangte Maniok schnell große Bedeutung für die Ernährung der Siedler und der Sklaven. Während das fruchtbare Land zum Zuckerrohranbau genutzt wurde, bepflanzte man weniger fruchtbare Äcker mit Maniok. Verarmte Bauern und entlaufene Sklaven bauten Maniok an und verkauften ihn in die Städte und an die Zuckerpflanzer. Das auch bei tropischen Temperaturen haltbare Maniokmehl diente Soldaten und Eroberern (Bandeirantes) als Proviant.
Die Portugiesen brachten Maniok nach Afrika, sowohl in der Form von Mehl oder Brot als Nahrung für die Sklaven während ihres Transportes von Afrika nach Amerika, als auch in Form von Pflanzen, die in Afrika vermehrt werden sollten. Zusammen mit den Pflanzen musste auch das Wissen über ihren Anbau und vor allem die richtige Verarbeitung weitergegeben werden. Es gelang den Portugiesen nur im heutigen Angola, Maniok einzuführen, was auf die guten Beziehungen zu den im 15. Jahrhundert herrschenden Bakongo-Königen zurückzuführen sein dürfte. Vor allem im Regenwald des heutigen Kongo verbreitete sich der Maniokanbau rasch.
In Westafrika, wo die Portugiesen vergeblich versucht hatten, den Maniok einzuführen, wurde die Pflanze erst im 19. Jahrhundert von der Bevölkerung akzeptiert. Die Maniokkultivierung wurde von befreiten Sklaven, die aus Amerika zurückgekehrt waren, vermittelt, die Kolonialherren förderten den Maniokanbau als Maßnahme zur Vermeidung von Hungersnöten. In Ostafrika wurde Maniok im 18. Jahrhundert von den Portugiesen und Franzosen eingeführt, wobei auch letztere Schwierigkeiten hatten, die richtige Verarbeitung der Wurzeln zu vermitteln: auf Madagaskar waren die ersten Versuche des Maniokanbaus mit Massenvergiftungen verbunden.
In Asien begann man bereits im 17. Jahrhundert, den Maniok einzuführen. Dies gelang zunächst auf den Molukken, später auf Java und im 18. Jahrhundert in Goa und auf den Inseln im Indischen Ozean. In Indonesien und in Indien wurde mit dem Ziel des Vermeidens von Hungersnöten der Maniokanbau von den Kolonialmächten gefördert. Maniok gelangte auch nach China, er wird dort jedoch nur in beschränktem Umfang als Viehfutter angebaut.
Wie der Maniok auf die pazifischen Inseln gelangte, ist nicht genau geklärt. Eine spanische Expedition berichtete bereits 1770 von Maniokanbau auf der Osterinsel, was Theorien der Besiedlung Ozeaniens von Südamerika aus unterstützen würde. Besser dokumentiert ist, dass die Pflanze im 19. Jahrhundert von Engländern nach Tahiti gebracht wurde und sich von dort aus auf alle anderen pazifischen Inseln verbreitete. Heute wird Maniok verbreitet in den Tropen angebaut, vor allem in Regionen mit einer trockenen Jahreszeit.

## Namen
Maniok ist unter verschiedenen Bezeichnungen bekannt. Die Bezeichnung Maniok stammt vom Wort Maniot der ursprünglich an der brasilianischen Atlantikküste verbreiteten Tupi-Guarani-Sprache ab. Heute wird das Guarani-Wort mandi'o in Paraguay verwendet. In Brasilien wird Maniok heute als Mandioca bezeichnet, was vom Namen der Frau Mandi-Oca (oder mãdi'og) abgeleitet ist – ihrem Körper soll, nach einer Legende der brasilianischen Ureinwohner, die Maniokpflanze entsprungen sein. Der Name Cassava stammt vom Arawak-Wort Kasabi ab und das Wort Yuca entstammt der Sprache der Kariben. In der Sprache der yukatekischen Maya Maaya t'aan heißt der Maniok ts'íin.

## Wirtschaftliche Bedeutung
2022 wurden laut der Ernährungs- und Landwirtschaftsorganisation FAO weltweit 330.408.753 t Maniok (Cassava) geerntet.
Folgende Tabelle gibt eine Übersicht über die zehn größten Produzenten von Maniok weltweit, die insgesamt 74,4 % der Erntemenge produzierten.
| Rang | Land                         | Menge (in t) |
| ---- | ---------------------------- | ------------ |
| 1    | Nigeria                      | 60.835.540   |
| 2    | Demokratische Republik Kongo | 48.774.623   |
| 3    | Thailand                     | 34.068.005   |
| 4    | Ghana                        | 25.592.014   |
| 5    | Kambodscha                   | 17.698.784   |
| 6    | Brasilien                    | 17.648.564   |
| 7    | Indonesien                   | 13.574.000   |
| 8    | Vietnam                      | 10.626.862   |
| 9    | Angola                       | 10.547.506   |
| 10   | Mosambik                     | 6.466.857    |
|      | Summe Top Ten                | 245.832.755  |
|      | restliche Länder             | 84.575.999   |

## Verwendung

### Nahrungsmittel
Als Nahrungsmittel werden hauptsächlich die Wurzelknollen verwendet, gelegentlich auch die Blätter als Gemüse. Die 0,15 m bis 1 m langen und 3 cm bis 15 cm dicken Knollen können ein Gewicht von bis zu 10 kg erreichen. Sie werden von einer verkorkten, meist rötlich braunen äußeren Schicht umgeben, innen sind sie meist weiß, gelegentlich auch gelb oder rötlich.

#### Inhaltsstoffe
| 100 g Maniok (essbarer Anteil) enthalten | 100 g Maniok (essbarer Anteil) enthalten | 100 g Maniok (essbarer Anteil) enthalten |
| Bestandteil                              | Menge in der Knolle                      | Menge im Blatt                           |
| ---------------------------------------- | ---------------------------------------- | ---------------------------------------- |
| Wasser                                   | 60 g                                     | keine Daten                              |
| Proteine                                 | 1,2 g                                    | keine Daten                              |
| Kohlenhydrate                            | 35 g                                     | keine Daten                              |
| Fette                                    | 0,3 g                                    | keine Daten                              |
| Ballaststoffe                            | 1,4 g                                    | keine Daten                              |
| Phosphor                                 | 75 mg                                    | 116 mg                                   |
| Calcium                                  | 35 mg                                    | 297 mg                                   |
| Eisen                                    | 0,7 mg                                   | 7,8 mg                                   |
| Vitamin A                                | Spuren                                   | 12450 IE                                 |
| Vitamin C                                | 36 mg                                    | 316 mg                                   |
| Vitamin B1                               | 0,05 mg                                  | 0,26 mg                                  |
| Vitamin B2                               | 0,03 mg                                  | 0,5 mg                                   |
| Niacin                                   | 0,7 mg                                   | 3 mg                                     |

Im rohen Zustand sind die Wurzelknollen giftig, da sie Glucoside, hauptsächlich Linamarin, enthalten. Dieses cyanogene Glykosid wird in der Vakuole der Pflanzenzelle gespeichert und hat keine toxische Wirkung. Wird die Pflanze jedoch verletzt (z. B. durch Fraßfeinde), gelangt die Substanz in Kontakt mit dem Enzym Linamarase, und D-Glucose wird abgespalten. Das nun entstandene Acetoncyanhydrin kann, spontan oder katalysiert durch das Enzym Hydroxynitril-Lyase, zu Aceton und Blausäure zerfallen. Der Gehalt an giftigen Stoffen ist stark sortenabhängig, sogenannte „süße“ Sorten enthalten nur wenig Glucosid.
Vergiftungserscheinungen sind zum Beispiel eine Ataxie oder Optikusatrophie. Blausäure verflüchtigt sich zwar bei Zimmertemperatur, um jedoch ein vollständiges Ausgasen zu bewirken, muss die Knolle gründlich zerkleinert werden. Methoden, die Pflanzen zu entgiften, bestehen darin, die Pflanze zu Mehl zu mahlen und dann mit kochendem Wasser auszuwaschen, im Fermentieren und im Erhitzen. Eine andere Methode wurde von Howard Bradbury und Kollegen entwickelt. Die Pflanze wird zu Mehl gemahlen und mit Wasser vermischt. Anschließend wird das Gemisch im Schatten dünn (ca. 1 cm) ausgebreitet. Dort lässt man es für fünf bis sechs Stunden ruhen. So kann fast die gesamte Blausäure ausgasen.
Da Maniok einen geringen Gehalt an Protein (ca. 2–3 % der Trockenmasse) und sehr wenige essenzielle Aminosäuren (Gefahr des Kwashiorkor-Syndroms) hat, empfiehlt sich bei stark maniokbasierter Ernährung zum Beispiel der zusätzliche Verzehr der proteinreichen (ca. 30 % der Trockenmasse) Maniokblätter, um Mangelerscheinungen entgegenzuwirken. Da dies in vielen afrikanischen Ländern nicht üblich ist, wird derzeit auch an einer Manioksorte gearbeitet, die Provitamin A und andere Mikronährstoffe in der Wurzel produziert.
Da Maniok nur geringe Mengen an Eisen und Zink enthält, führt dies zu Mangelerscheinungen bei Menschen, die sich hauptsächlich von Maniok ernähren und damit nur etwa 10 % des täglichen Bedarfs an diesen Mineralien decken. Forscher haben durch den gentechnischen Einbau der Gene für das Eisen-Transporter-Proteins VIT1 und des Ferritin-Proteins FER1 von Arabidopsis thaliana eine Sorte erschaffen, die deutlich erhöhte Menge an Eisen und Zink aus dem Boden binden kann. In Feldtests nahmen diese Pflanzen die 7- bis 18-fache Menge Eisen und die bis zu 10-fache Menge Zink auf
100 g Maniokknollen haben einen Brennwert von 620 kJ (148 kcal), die Blätter entsprechend 381 kJ (91 kcal).

#### Bearbeitung

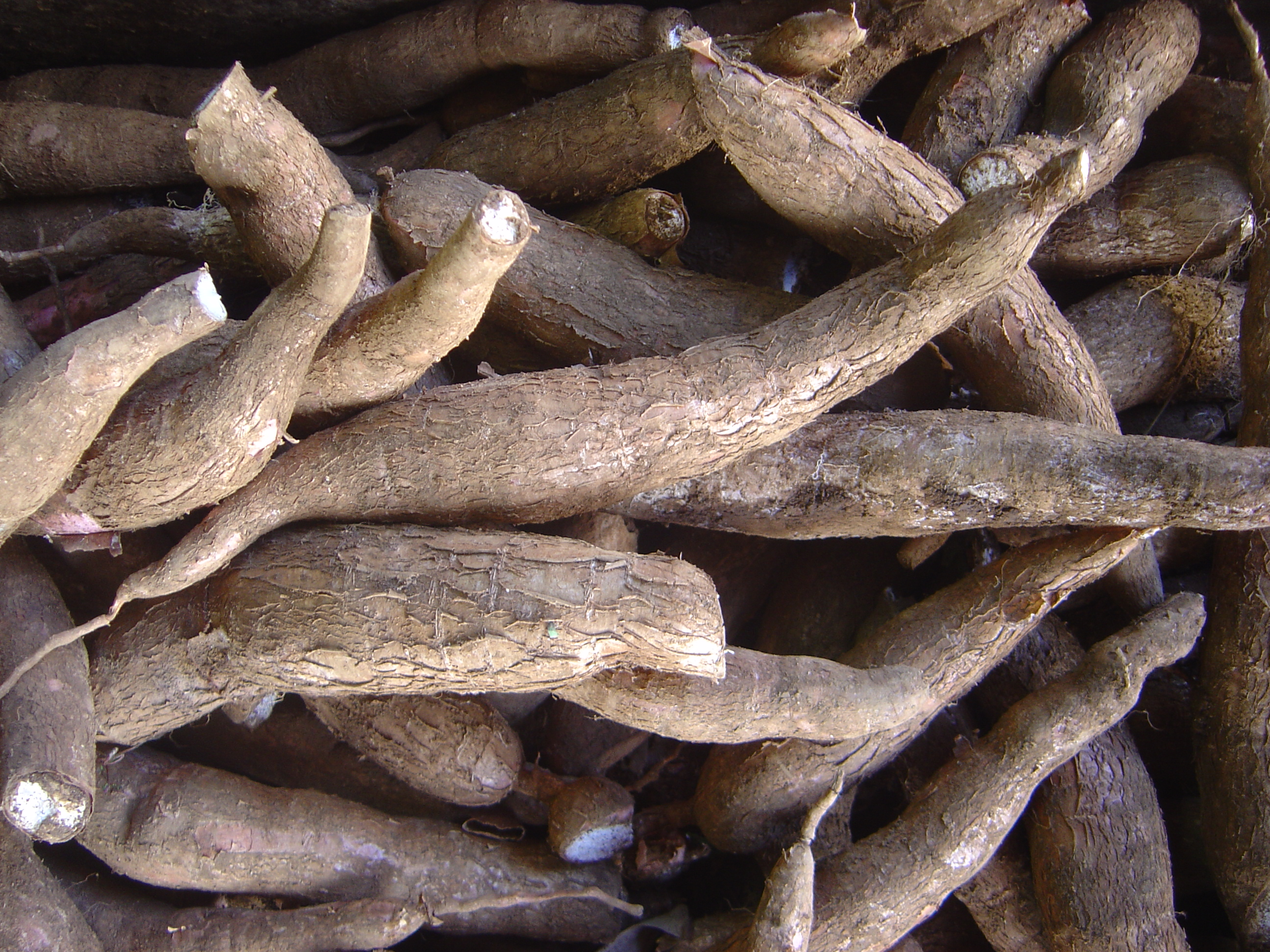
Die Wurzelknollen nach der Ernte

Die Bearbeitung beruht im Wesentlichen auf Verfahrensweisen, die von den Indianern im Amazonasgebiet insbesondere auch zur Entgiftung praktiziert wurden und von Chronisten bereits im 16. Jahrhundert erwähnt wurden, wie beispielsweise 1587 von Gabriel Soares de Sousa in seiner Schrift Tratado descriptivio do Brasil.
Traditionell werden die Knollen geschält, zerrieben oder geraspelt und dann eingeweicht. Nach einigen Tagen presst man die Masse aus, wäscht sie durch den sogenannten Tipiti und röstet sie in Öfen. Die in der Presse zurückbleibende Masse liefert das Maniok- oder Mandiokamehl. Ein Nebenprodukt der Herstellung von Maniokmehl ist Stärke, die in Brasilien Polvilho, auch Tapioka genannt wird. Es besteht bei manchen (glykosidarmen) Sorten auch die Möglichkeit, die geschälten und zerkleinerten Knollen in Salzwasser essbereit zu kochen.

#### Verwendung

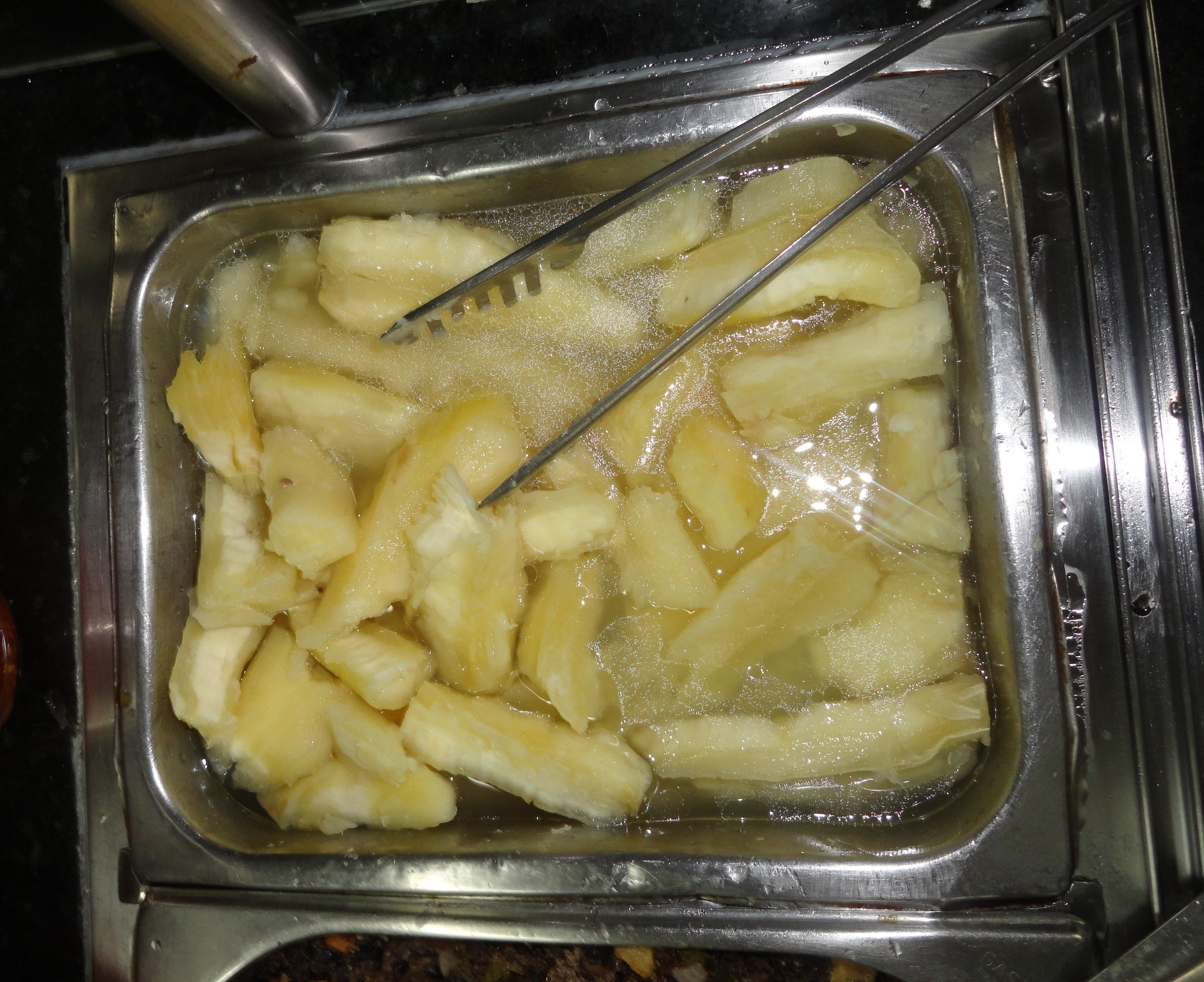
Maniok gekocht

In Afrika und Teilen von Südostasien sowie in vielen Regionen Süd- und Zentralamerikas bildet Maniok gekocht als Beilagengemüse einen wichtigen Bestandteil verschiedener Gerichte.

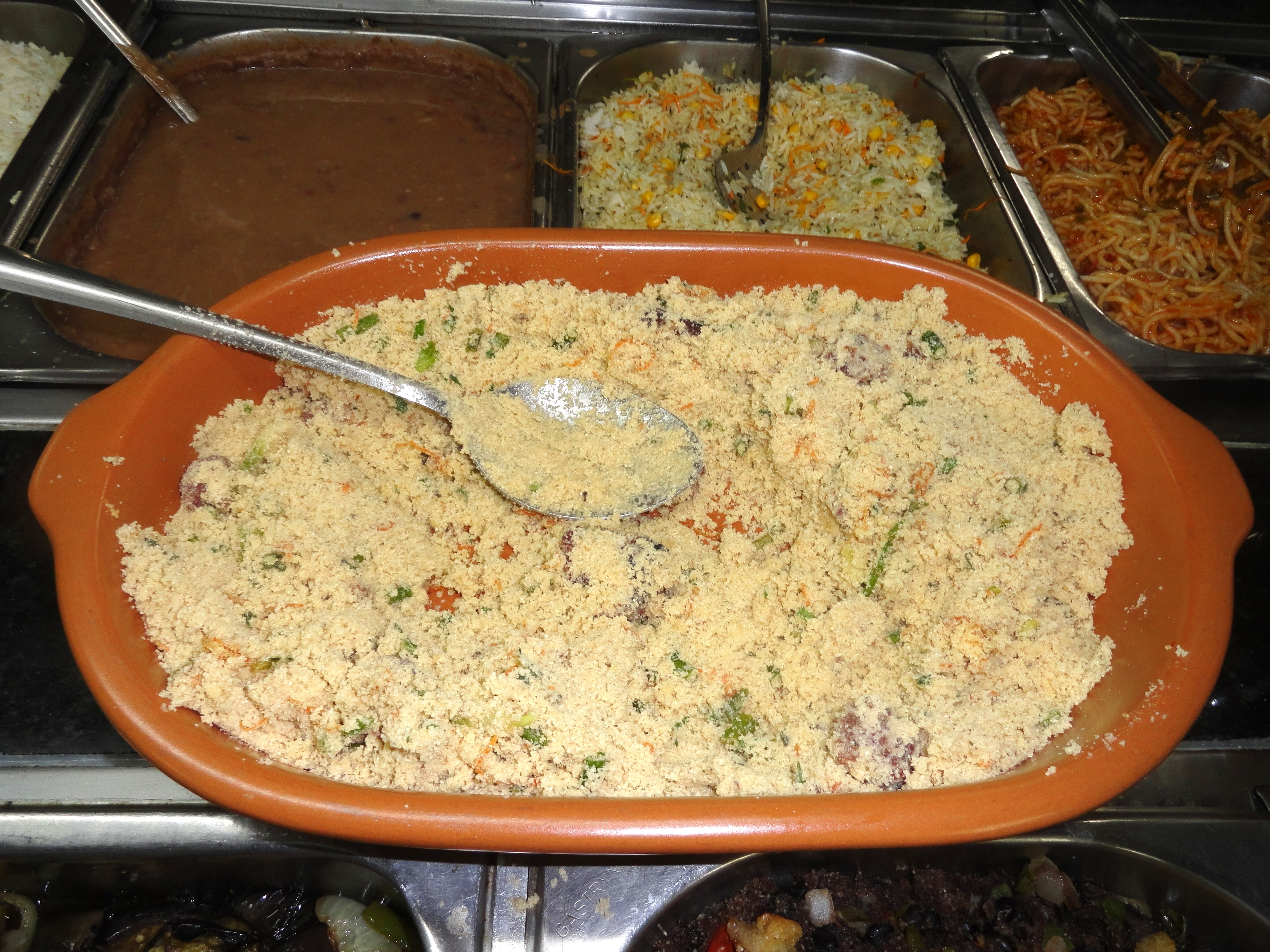
Maniokmehl

Maniokmehl kann ähnlich wie Weizenmehl verwendet werden. Menschen mit Allergien gegen Weizen und andere Getreide verwenden deshalb häufig Maniokmehl als Ersatz.
Das Mehl wird je nach Region unterschiedlich weiterverarbeitet. Man bereitet unter anderem daraus eine Art Kuchen (zum Beispiel der brasilianische Beiju), der Brot mehr oder weniger ähnlich ist, oder vermischt das Mandiokamehl mit Weizenmehl, wie zum Beispiel beim Conaque auf den Antillen. In Brasilien werden auch die Beilage Farofa und das Getränk Tarubá aus Maniokmehl hergestellt. Während man in Deutschland unter der Bezeichnung Mehl das Weizenmehl versteht, so ist in Brasilien der Ausdruck farinha ein Synonym für Maniokmehl, während Weizenmehl als farinha de trigo bezeichnet wird.
In den meisten lateinamerikanischen Ländern wird Maniok auch ähnlich wie Salzkartoffeln zubereitet und als Beilage serviert. Die Maniokwurzel kann nach dem Kochen frittiert werden und ähnelt dann Pommes frites. Auch im Sudan werden Würfel der Knolle frittiert. Ein vor allem in Peru äußerst beliebtes Gericht ist Yuca a la Huancaína; frittierte Yuquitas gibt es dort bei allen großen Fastfood-Ketten als Snack.
Mit Wasser vermischt wird Maniokmehl zu Manioksaft, das von Indigenen in Südamerika Chimbé genannt, getrunken wird.
In Afrika (vor allem Kamerun, Gabun und Kongo) wird das Mehl für eine Art Kloßteig (Fufu) verwendet. Die Knolle wird im Dampf oder in Wasser gekocht oder frittiert. Sehr beliebt und für europäische Gaumen gewöhnungsbedürftig sind in Palmblätter eingewickelte Maniokstangen, die Bobolo oder im Kongo Kwánga genannt werden.

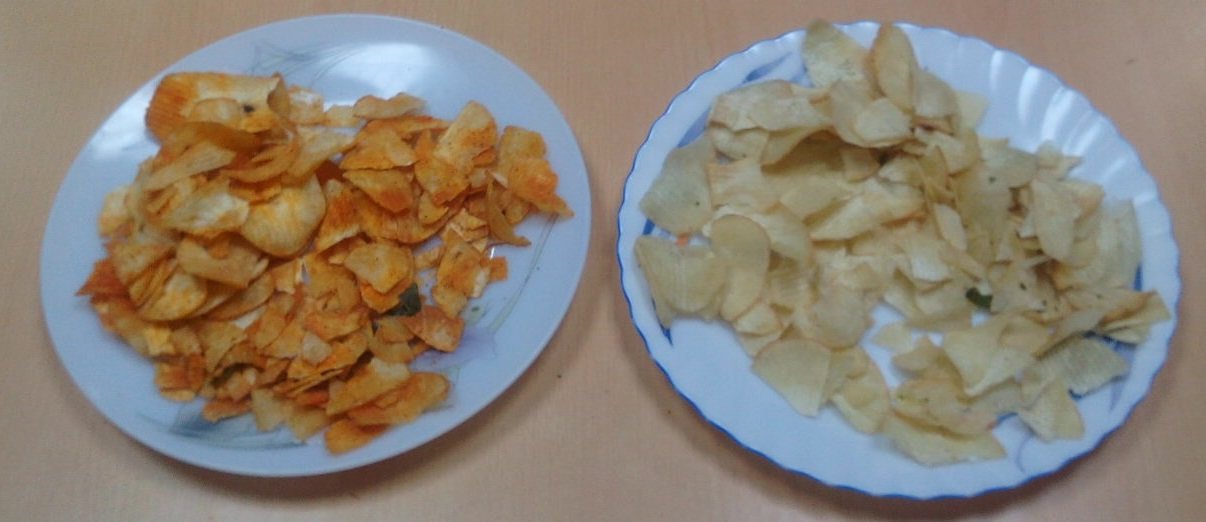
Gewürzte und schlichte Maniokchips

In Südindien, Sri Lanka und Indonesien werden aus den Knollen auch Chips hergestellt, die in Aussehen und Geschmack den Kartoffelchips sehr ähnlich sind.
Die frische Wurzel wird auch als Heilmittel bei Geschwüren benutzt. Die Samen einiger Sorten wirken abführend und brechreizerregend.

### Futtermittel
Maniok bzw. Tapioka kann als Futtermittelzusatz für die Fleischproduktion verwendet werden, da es ein billiger Rohstoff ist. Etwa 25 % der weltweiten Maniokproduktion werden heute für Futtermittel verwendet. In Afrika und Asien beträgt dieser Anteil 17 % bzw. 24 %, in Lateinamerika 47 %. Der Anteil von Maniok in der Mischfutterzusammensetzung der EU-27 betrug 2007 lediglich 0,5 %. Anfang der 1990er Jahre betrug der Anteil noch 6 %. Von den gesamten Futtermittelimporten machte Maniok 2007 gerade noch 0,2 % aus.

### Nachwachsender Rohstoff
Ein großes Potenzial wird Maniok für die Bioethanolproduktion beigemessen. Derzeit findet die Ethanolproduktion aus Maniok allerdings nur in China und Thailand statt. Die Produktionskosten von Ethanol liegen bei etwa 0,27 €/l und der Ethanolertrag bei 3,5 bis 4 m³/ha. Als erzielbaren Kraftstoffertrag aus Maniok in Asien werden etwa 78 GJ/ha angegeben.
Maniok spielt auch als Stärkelieferant für die Fermentationsindustrie eine Rolle. Die Maniokstärke kann zur Herstellung von bio-basierten Kunststoffen wie Polylactid auf der Basis von Milchsäure verwendet werden, wie dies zum Beispiel in Thailand geplant ist. Dadurch könnte sich das Marktvolumen der thailändischen Maniokindustrie nach Schätzungen der National Innovation Agency (NIA) auf nahezu drei Mrd. € mehr als verdoppeln.
Auch die Food and Agriculture Organization (FAO) sieht ein großes Potenzial für die Nutzung von Maniok als nachwachsendem Rohstoff vor dem Hintergrund, dass derzeitige Erträge nur bei 20 % des unter optimalen Bedingungen erreichbaren Niveaus liegen. Allerdings dürfte die Tatsache, dass Maniok etwa eine Milliarde Menschen mit bis zu einem Drittel ihrer täglichen Kalorienaufnahme versorgt und damit ein wichtiges Grundnahrungsmittel ist, der weiteren Nutzung als nachwachsender Rohstoff vor dem Hintergrund der Diskussion um den Konflikt zwischen Nahrungsproduktion und industrieller Nutzung entgegenstehen.
Der Einsatz von Maniok als Rohstoff für die Bierherstellung wird von afrikanischen Regierungen gefördert, um den Import von Braumalz zu reduzieren.
Der Einsatz von Maniokschalen als Zusatzstoff für Beton würde ein Entsorgungsproblem lösen und Beton grüner machen. Die Schalen fallen in großen Mengen an und werden zurzeit nicht genutzt.